# 韦里尼亚克
韦里尼亚克（法語：Veyrignac，法語發音：[veʁiɲak]）是法国多尔多涅省的一个市镇，属于萨拉拉卡内达区。

## 地理
韦里尼亚克（44°49'56"N, 1°18'34"E）面积9.54 平方千米，位于法国新阿基坦大区多爾多涅省，该省份为法国西南部内陆省份，是法國本土面积第三大的省，大致对应佩里戈尔地区，北起顺时针与夏朗德省、上维埃纳省、科雷兹省、洛特省、洛特-加龙省、吉倫特省和滨海夏朗德省接壤。
与韦里尼亚克接壤的市镇（或旧市镇、城区）包括：佩里戈尔地区卡尔维亚克、米亚克、圣西尔克马德隆、格罗莱雅克、卡尔萨克-阿亚克、圣蒙达娜、法若勒。

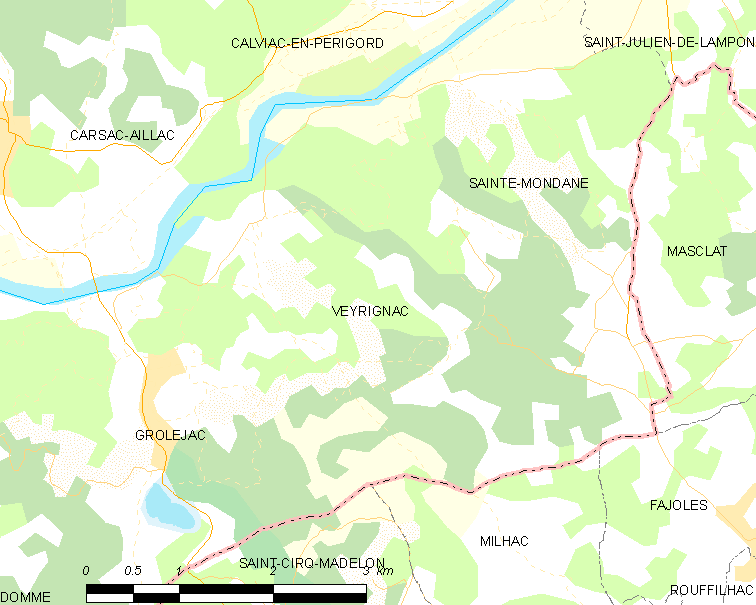
韦里尼亚克的OSM定位图

韦里尼亚克的时区为UTC+01:00、UTC+02:00（夏令时）。

## 行政
韦里尼亚克的邮政编码为24370，INSEE市镇编码为24574。

## 政治
韦里尼亚克所属的省级选区为泰拉松-拉维勒迪约县。

## 人口

1962-2008年间韦里尼亚克人口变化图示

韦里尼亚克于2022年1月1日时的人口数量为325人。